# 菲希瑟山
47°20′0″N 10°20′0″E / 47.33333°N 10.33333°E

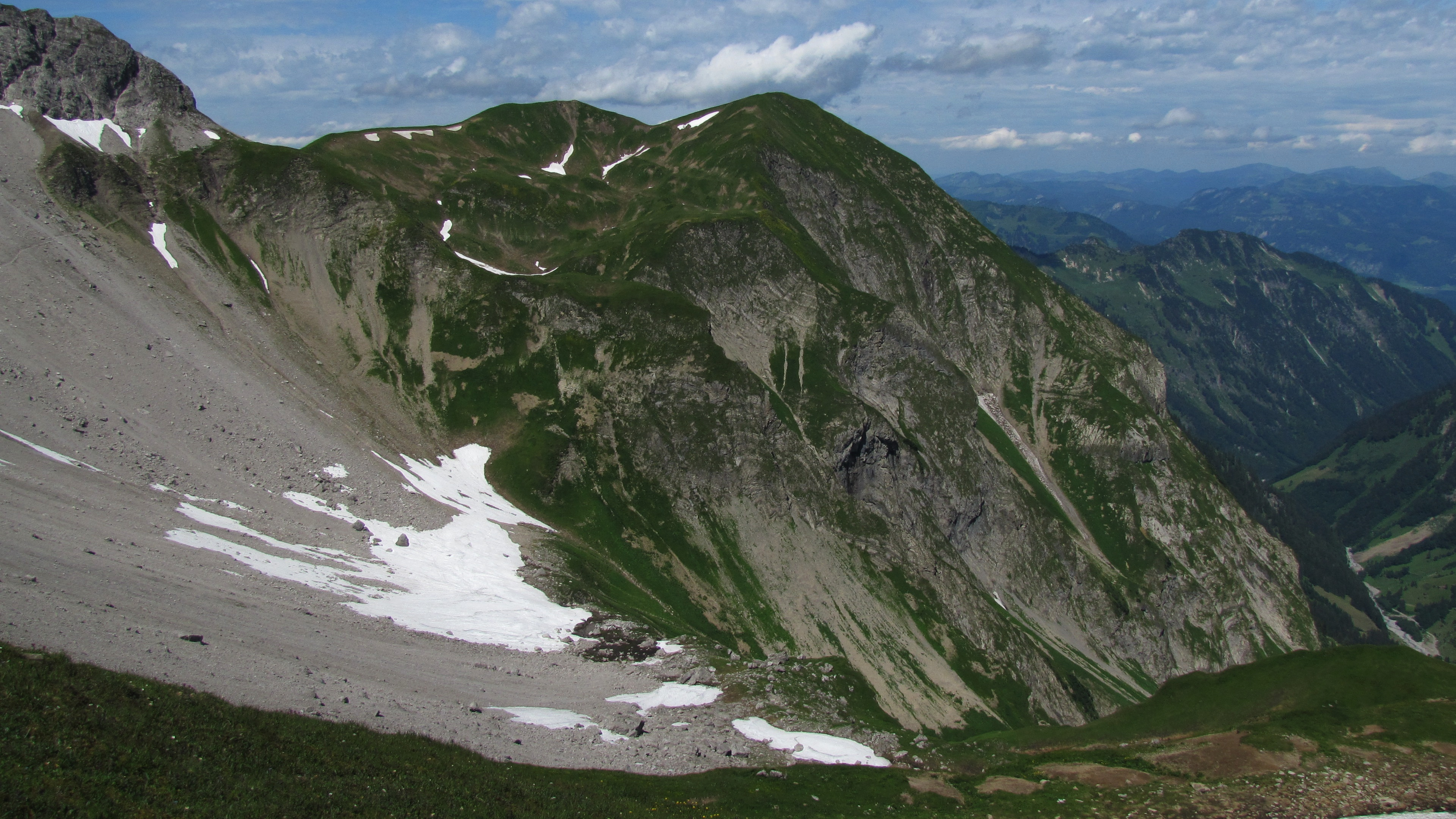

菲希瑟山（德語：Fürschießer），是德國的山峰，位於該國東南部，由巴伐利亞負責管轄，屬於阿爾高阿爾卑斯山脈的一部分，距離克羅滕峰0.7公里，海拔高度2,271米，每年平均降雨量1,730毫米。